# Escáner informático
Un escáner de ordenador (escáner proviene del idioma inglés scanner) es un periférico que se utiliza para "copiar", mediante el uso de la luz, imágenes impresas o documentos a formato digital (a color o a blanco y negro).
El escáner nace en 1984 cuando Microtek crea el MS-200, el primer escáner blanco y negro que tenía una resolución de 200 dpi. Este escáner fue desarrollado para Apple Macintosh. 
Los escáneres pueden tener accesorios como un alimentador de hojas automático o un adaptador para diapositivas y transparencias.

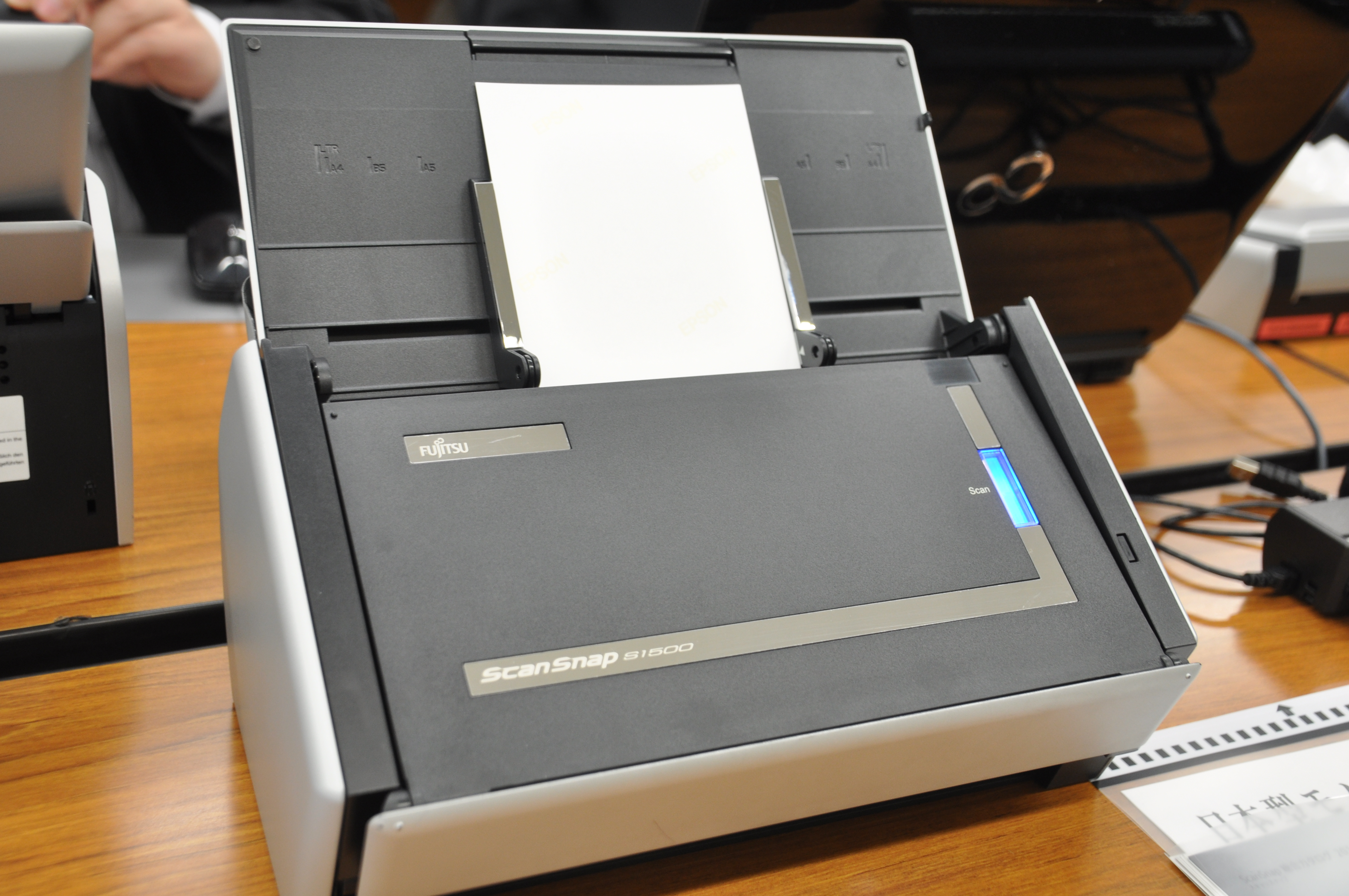
Escáner Fujitsu

Al obtenerse una imagen digital se puede corregir defectos, recortar un área específica de la imagen o también digitalizar texto mediante técnicas de OCR. Estas funciones las puede llevar a cabo el mismo dispositivo o aplicaciones especiales.
Hoy en día es común incluir en el mismo aparato la impresora y el escáner. Son las llamadas impresoras multifunción. También están surgiendo el usar como escáner la cámara de los teléfonos inteligentes.

## Calidad del escáner
A los datos que obtienen los escáneres se les aplica cierto algoritmo y se envían a la computadora mediante una interfaz de entrada/salida (normalmente SCSI, USB o LPT en máquinas anteriores al estándar USB). La profundidad del color depende de las características del vector de escaneado (la primera de las características básicas que definen la calidad del escáner) que lo normal es que sea de al menos 24 bits. Imágenes con más profundidad de color (más de 24 bits) tienen utilidad durante el procesamiento de la imagen digital, reduciendo la posterización.
Otro de los parámetros más relevantes de la calidad de un escáner es la resolución, medida en píxeles por pulgada (ppp). Los fabricantes de escáneres en vez de referirse a la resolución óptica real del escáner, prefieren hacer referencia a la resolución óptica teórica y a la resolución interpolada, que son mucho mayores. Algo que ocurría tanto en el sector de los escáneres de consumidor como de los escáneres planos de preimpresión y de tambor.
El tercer parámetro más importante para dotar de calidad a un escáner es el rango de densidad. Si el escáner tiene un alto rango de densidad, significa que es capaz de reproducir sombras y brillos con una sola pasada. Son dispositivos encargados de incorporar la realidad de las dos dimensiones, digitalizándola, a un ordenador.

## Conexión con la computadora

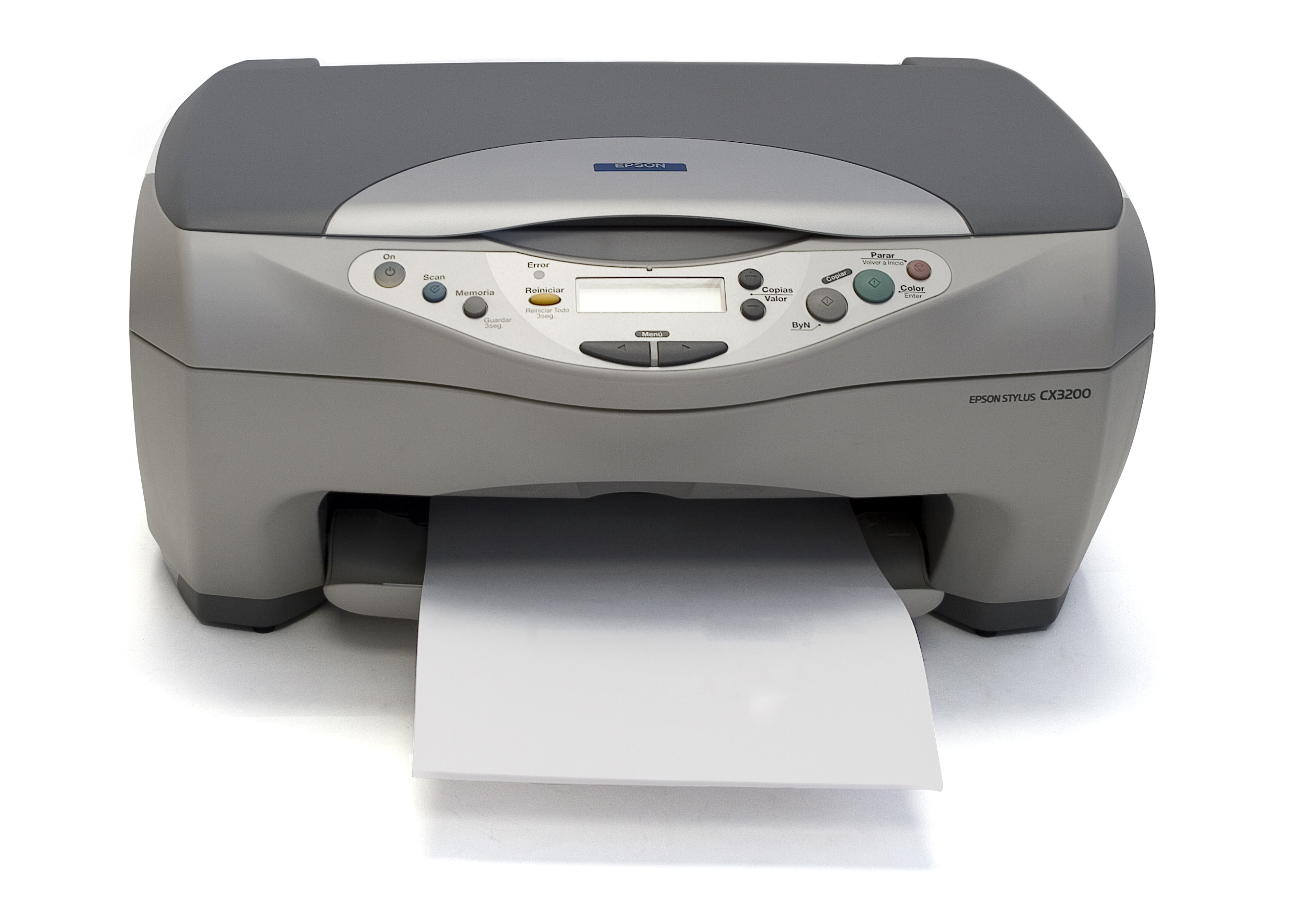
Multifuncional Epson

El tamaño del fichero donde se guarda una imagen escaneada puede ser muy grande: una imagen con calidad de 24 bits un poco mayor que un A4 y descomprimida puede ocupar unos 100 megabytes. Los escáneres de hoy en día generan esta cantidad en unos pocos segundos, lo que quiere decir que se desearía poseer una conexión lo más rápida posible.
Antes los escáneres usaban conexiones paralelas que no podían ir más rápido de los 70 kilobytes/segundo, SCSI-II se adoptó para los modelos profesionales y aunque era algo más rápido (unos cuantos megabytes por segundo) era bastante más caro.
Hoy los modelos más recientes vienen equipados con conexión USB, que poseen una tasa de transferencia de 1.5 megapixel por segundo para los USB 1.1 y de hasta 60 megapixel por segundo para las conexiones USB 2.0, lo que elimina en gran medida el cuello de botella que se tenía al principio.
Los dos estándares para interfaces existentes en el mercado de PC con Windows o Macs son:
- TWAIN. Originalmente se utilizaba para uso doméstico o de bajo coste. Actualmente se usa también para el escaneado de gran volumen.
- ISIS. Creado por Pixel Translations, que utiliza SCSI-II, se emplea en máquinas grandes destinadas a empresas.

## Datos de salida

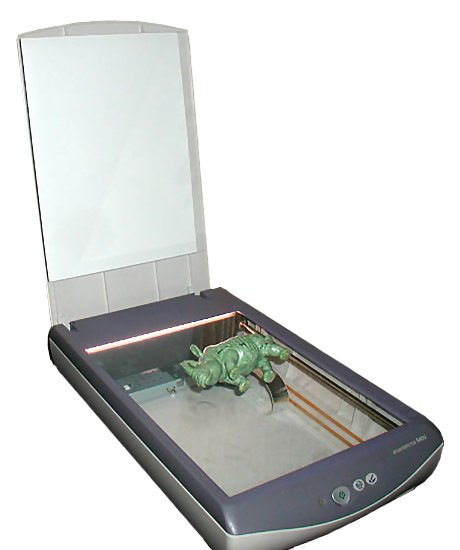
Escáner de cama plana

Al escanear se obtiene como resultado una imagen RGB no comprimida que puede transferirse a la computadora. Algunos escáneres comprimen y limpian la imagen usando algún tipo de firmware embebido. Una vez se tiene la imagen en la computadora, se puede procesar con algún programa de tratamiento de imágenes como Photoshop, Paint Shop Pro o GIMP y se puede guardar en cualquier unidad de almacenamiento como el disco duro.
Normalmente las imágenes escaneadas se guardan con formato JPEG, TIFF, mapa de bits o PNG dependiendo del uso que se le quiera dar a dicha imagen más tarde.
Cabe mencionar que algunos escáneres se utilizan para capturar texto editable (no solo imágenes como se había visto hasta ahora), siempre y cuando la computadora pueda leer este texto. A este proceso se le llama OCR (Optical Character Recognition).

## Escaneo de un documento
El escaneado de documentos es distinto al de imágenes, aunque use algunas técnicas de este último. Aunque el escaneado de documentos puede hacerse en escáneres de uso general, la mayoría de la veces se realiza en escáneres especiales dedicados a este propósito, fabricados por Canon, Fujitsu o Kodak entre otros.
Los escáneres de documentos tienen bandejas de alimentación mayores a las de fotocopiadoras o escáneres normales.
Normalmente escanean a resolución inferior que los escáneres normales, de 150 ppp a 300 ppp, así evita ficheros de tamaño excesivo.
El escaneado se hace en escala de grises, aunque cabe la posibilidad de hacerlo en color. La mayoría son capaces de digitalizar a doble cara a velocidad máxima (de 20 a 150 páginas por minuto). Los más sofisticados llevan incorporado algún firmware que “limpia” el escaneo eliminando marcas accidentales. Normalmente se comprimen los datos escaneados al vuelo.
La mayoría de documentos escaneados se convierten en ficheros editables usando la tecnología OCR. Mediante los driver ISIS y TWAIN se escanea el documento a formato TIFF, para pasar las páginas escaneadas a un procesador de texto, que almacena el fichero correspondiente.
El escaneado de libros implica dificultades técnicas adicionales. Algunos fabricantes han desarrollado escáneres especiales para este cometido incluso haciendo uso de robots especiales encargados de pasar las páginas.

## Tipos

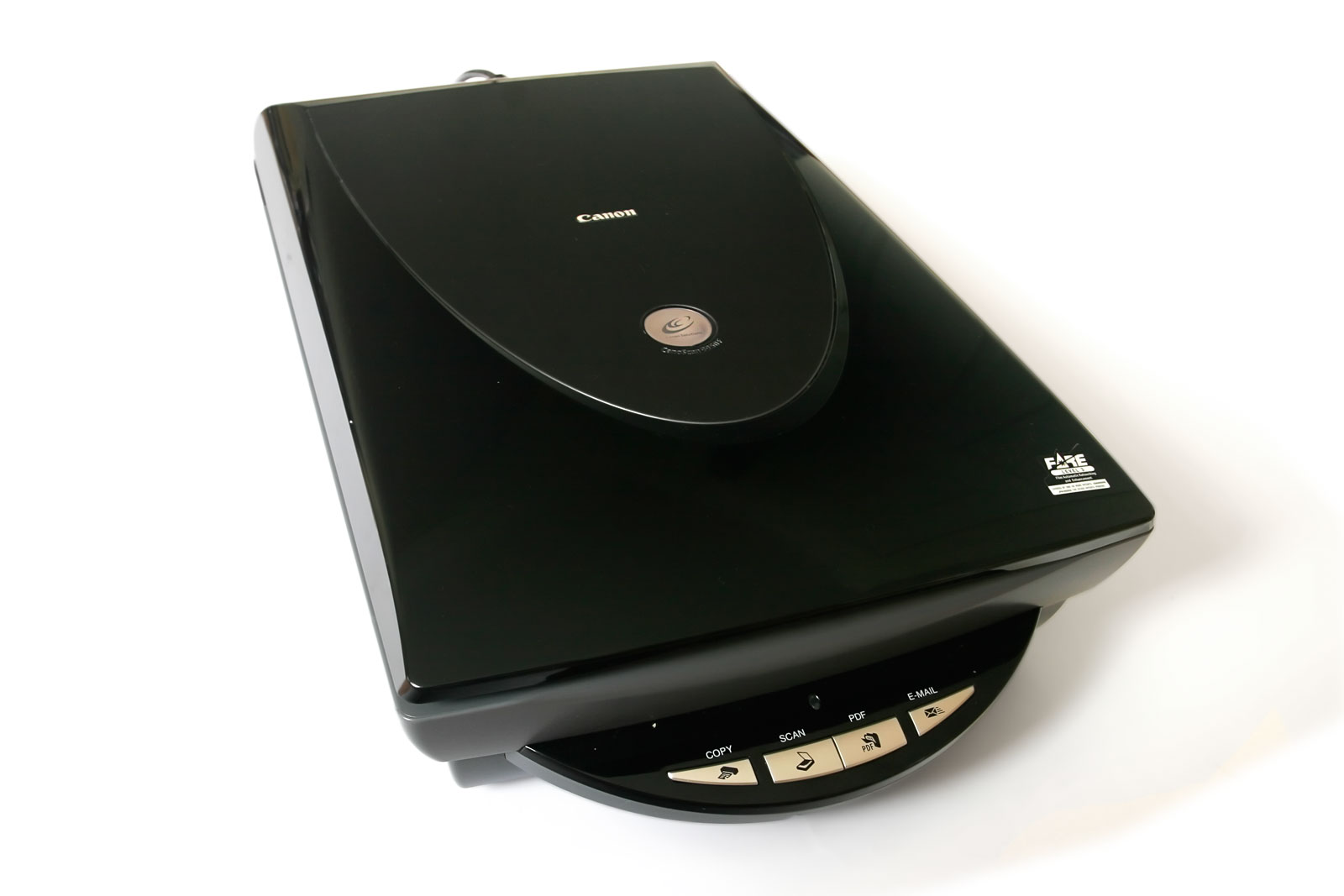
Escáner CanoScan 9950F

Los tipos principales de escáneres son los de tambor, plano (que a su vez puede ser Escáner CCD
o CIS), de película o diapositiva, de mano y de cámara de teléfono móvil.

### Escáner de mano
Los escáneres de mano vienen en dos formas: de documentos y escáneres 3D. Los escáneres de mano de documentos son dispositivos manuales que son arrastrados por la superficie de la imagen que se va a escanear. Escanear documentos de esta manera requiere una mano firme, de forma que una velocidad de exploración desigual podría producir imágenes distorsionadas - un poco de luz sobre el escáner indicaría que el movimiento es demasiado rápido. Tienen generalmente un botón "inicio", que se pulsa por el usuario durante la duración de la exploración; algunos interruptores para ajustar la resolución óptica, y un rodillo, lo que genera un pulso de reloj para la sincronización con el ordenador. La mayoría de los escáneres tienen una pequeña ventana a través de la se que podría ver el documento que se escanea visto. Asimismo, llevan puerto USB, suelen guardar directamente el resultado en formato JPEG, en una tarjeta microSD que suele ser como mínimo de hasta 32 GB.

### Escáner de cama plana
Los escáneres de cama plana son los más comunes, y se utilizan para copiar documentos, hojas sueltas, fotografías de diferentes tamaños, hasta un máximo de tamaño (generalmente una hoja de tamaño Letter, Legal u Oficio). Presenta varias mejoras con respecto a los escáneres de mano, como por ejemplo un aumento significativo de la calidad de escaneo (resolución óptica) y velocidad.

### Escáner rotativo (o de tambor)
Muy utilizados en estudios de diseño gráfico o artístico, debido principalmente a su gran resolución óptica, son de gran tamaño y permiten escaneos por modelos de color CYMK o RGB.

### Aplicación de escáner
Las cámaras de resolución superior instaladas en algunos teléfonos inteligentes pueden escanear documentos de calidad razonable mediante la captura de una foto con la cámara del teléfono y procesarla posteriormente con una aplicación de escaneo, ya sea para emblanquecer el fondo de una página, corregir la distorsión de la perspectiva a fin de arreglar la forma rectangular del documento, convertir a blanco y negro, etc. Algunas aplicaciones pueden escanear documentos de varias páginas con exposiciones de cámara de manera sucesiva y generar un documento de archivo único o archivos de varias páginas.